# Las 7 vidas del Gavilán
Las 7 vidas del Gavilán (título original en francés, Les Sept Vies de l’Épervier) es una serie de historieta creada por el guionista Patrick Cothias y el dibujante André Juillard entre 1983 y 1991. Esta serie presenta los destinos cruzados de una familia de la pequeña nobleza de Auvernia y de los miembros de la familia real a principios del siglo XVII, fin del reinado de Enrique IV de Francia, y supone una ruptura con la historieta franco-belga tradicional, porque el período elegido para que actúen los personajes no es simplemente un pretexto para aventuras banales e intemporales.

## Trayectoria editorial
Originalmente, la serie apareció en la revista Circus.
En España, las sucesivas historietas de Las 7 vidas del Gavilán fueron editadas por la revista Cimoc para aparecer posteriormente en formato álbum dentro de la Colección Cimoc Extra Color y en forma de integral, siempre por parte de Norma Editorial.

## Argumento

### Álbum 1:La Blanca muerta
La acción transcurre en Auvernia, el año 1601. Una mujer embarazada huye de su esposo el barón Yvon de Troïl y consigue dar a luz a una niña que se llamará Ariana, pero la mujer muere de frío y de agotamiento. En ese mismo instante, la reina María de Médici da a luz al Delfín, el futuro rey Luis XIII de Francia.
En Auvernia, ocho años más tarde: Un caballero vestido de rojo incita al pueblo a la sublevación contra los nobles ricos y lucha contra los hombres del cruel conde Thibaud de Bruantfou. Este justiciero despertará la admiración de la joven Ariana y la marcará para siempre .

### Álbum  2:El tiempo de los perros
Enero de 1610. Enrique IV de Francia, François de Malherbe y el Delfín Luis encuentran a un extranjero anciano llamado Léonard Langue-Agile que aterroriza al rey con la predicción de su destino. En Auvernia, Thibaud de Bruantfou, preocupado únicamente por su interés personal, hace que reine la injusticia en sus dominios. El Gavilán sigue luchando contra él, usando la fuerza cuando es necesario.

### Álbum  3:El árbol de mayo
En París, mayo de 1610. María de Médici, esposa de Enrique IV se prepara para su coronación como reina de Francia que por entonces era un país todavía inmerso en las intrigas religiosas; por su parte el rey acababa de escapar de una tentativa más de asesinato. Lejos de París, el conde Thibaud de Bruantfou se lanza a la caza y captura de una presa que no es otra que el Gavilán. Este justiciero oculto es además motivo de conflicto entre Ariane de Troïl y su padre, quien parece concederle un odio tenaz.

### Álbum  4:Hyronimus
En Auvernia, mayo de 1610. Thibaud de Bruantfou no ha podido capturar al Gavilán y además ha perdido un ojo en la batalla. Intenta utilizar a Ariana para llegar hasta su enemigo y solicita un juicio de la Inquisición. En París, el rey Enrique IV cree cada día más en la profecía que anunció que su muerte sería consecuencia de un atentado y busca la manera de reforzar su seguridad.

### Álbum  5:El maestro de los pájaros
El 14 de mayo de 1610 en París. Enrique IV acaba de morir apuñalado por François Ravaillac. Nombran regente a María de Médici que gobierna el país con la ayuda de su favorito el italiano Concino Concini. Lejos de París, el Gavilán ha perdido su brazo derecho en un combate contra la Inquisición. Se encuentra dispuesto para vengarse de todos sus enemigos con el rostro descubierto.

### Álbum  6:La parte del Diablo
París, 24 de abril de 1617. Luis XIII, aconsejado por su gente, ordena la muerte de Concini y de esta manera toma el mando al que tiene derecho. El poder también cambia en el círculo cerrado de la familia del Gavilán: Ariana de Troïl continúa imponiendo a su hermano su superioridad...

### Álbum  7:La marca del Cóndor
París, año de 1625. En la corte de Luis XIII, Ariana de Troïl oye continuamente hablar de los éxitos de Masquerouge, el justiciero audaz y exquisito espadachín. Para poner fin a sus actividades, llaman al Cóndor, un espadachín tuerto y manco exiliado en las Américas...

## Personajes
- Ariane de Troïl : Es rescatada de la muerte nada más nacer en un campo nevado. Siendo adolescente, ve peligrar al resto de la familia y marcha a París acompañada por Germán.
- Yvon de Troïl : esposo de Blanca, padre de Ariana y de Guillemot. Es un aristócrata provinciano y sin dinero.
- Gabriel de Troïl : hermano pequeño de Ivon, expulsado por éste de la casa familiar debido al adulterio con su cuñada.[nota 1]
- Guillemot de Troïl3 : hijo de Yvon et hermano mayor de Ariana.
- Germán Grandpin : soldado desmobilizado, confidente y después compañero de Ariana.

## El ciclo deLas 7 vidas del gavilán
Esta historieta es en su origen una precuela de la serie Masquerouge (serie de 10 números, de los cuales, los 4 primeros han sido editados en español en formato integral por Norma) de los mismos autores, que Marco Venanzi retomó a partir del cuaderno 4. Sin embargo, el último cuaderno de Las 7 vidas del gavilán se desarrolla después de todos los Masquerouges. Por extensión se nombran ciclos al conjunto de ocho series derivadas de este universo.
Las aventuras de Arianne continúan en América (Nueva Francia) con Pluma al viento, serie de 4 episodios publicada por Norma Editorial.
Las series comparten un cierto número de personajes ficticios. Otros personajes comunes a varias series son reales, por ejemplo el Cardenal Richelieu. Estos personajes históricos están tratados como si fueran parte del ciclo, en el sentido en que un acontecimiento inventado en una de las historietas del ciclo sigue siendo válido en las otras series, incluso si se contradice la realidad histórica.

### Editores
En francés:
- Glénat : álbumes 1 y 2 (primera edición de los álbumes 1 y 2)
- Glénat (colección « Vécu ») : álbumes 1 al 7 (primera edición de los cuadernos 3 al 7)
- Glénat (colección « Caractère ») : álbumes 1 al 7

En español:
- Norma Editorial: álbumes 1 al 7 (desde 1989 al 1992) dentro de la colección « Cimoc extra color »
- Norma Editorial: integral en cartoné y portada inédita (2009)